# Classe Wittelsbach
A Classe Wittelsbach foi uma classe de couraçados pré-dreadnought operada pela Marinha Imperial Alemã, composta pelo SMS Wittelsbach, SMS Wettin, SMS Zähringen, SMS Schwaben e SMS Mecklenburg. Suas construções começaram em 1899 e 1900, foram lançados ao mar em 1900 e 1901 e comissionados na frota alemã entre 1902 e 1904. A Classe Wittelsbach foi a primeira de couraçados alemães construída sob a Lei Naval de 1898 e seu projeto era muito similar ao da predecessora Classe Kaiser Friedrich III, possuindo o mesmo armamento principal mas apresentando algumas pequenas mudanças incrementais, como um cinturão principal de blindagem mais amplo.
Os couraçados da Classe Wittelsbach eram armados com uma bateria principal composta por quatro canhões de 238 milímetros montados em duas torres de artilharia duplas. Tinham um comprimento de fora a fora de 126 metros, boca de 22 metros, calado de quase oito metros e um deslocamento carregado de mais de doze mil toneladas. Seus sistemas de propulsão eram compostos por doze caldeiras a carvão que alimentavam três motores de tripla-expansão de três cilindros, que por sua vez giravam três hélices até uma velocidade máxima de dezoito nós (33 quilômetros por hora). Os navios também eram protegidos por um cinturão de blindagem com 100 a 225 milímetros de espessura.
O Wittelsbach, Wettin, Zähringen e Mecklenburg serviram ativamente com a principal frota alemã pelo decorrer de seus primeiros anos de serviço, ocupando seu tempo na maior parte com exercícios e manobras de rotina, além de periódicos cruzeiros para portos estrangeiros no Mar do Norte, Mar Báltico e Oceano Atlântico. Ja o Schwaben foi empregado durante esse período como um navio-escola com a intenção de ajudar a modernizar a unidade de treinamento da frota. As embarcações foram tiradas do serviço ativo até meados de 1910 por serem considerados obsoletos diante dos novos couraçados dreadnought, sendo colocados na frota de reserva ou relegados à deveres de treinamento.
A Primeira Guerra Mundial começou em 1914 e eles voltaram ao serviço como navios de defesa de costa no Mar do Norte e Báltico. Foram descomissionados no ano seguinte e usados em deveres secundários pelo restante do conflito, como prisões ou depósitos flutuantes. Após a guerra todos acabaram sendo desmontados na década de 1920, com exceção do Zähringen. Este foi convertido em um alvo de tiro controlado por rádio, exercendo esta função sob a Reichsmarine e depois Kriegsmarine até ser afundado em 1944 por ataques aéreos britânicos na Segunda Guerra Mundial. Seus destroços foram reflutuados e depois afundados novamente, sendo desmontados em 1949–50.